# New Horizons

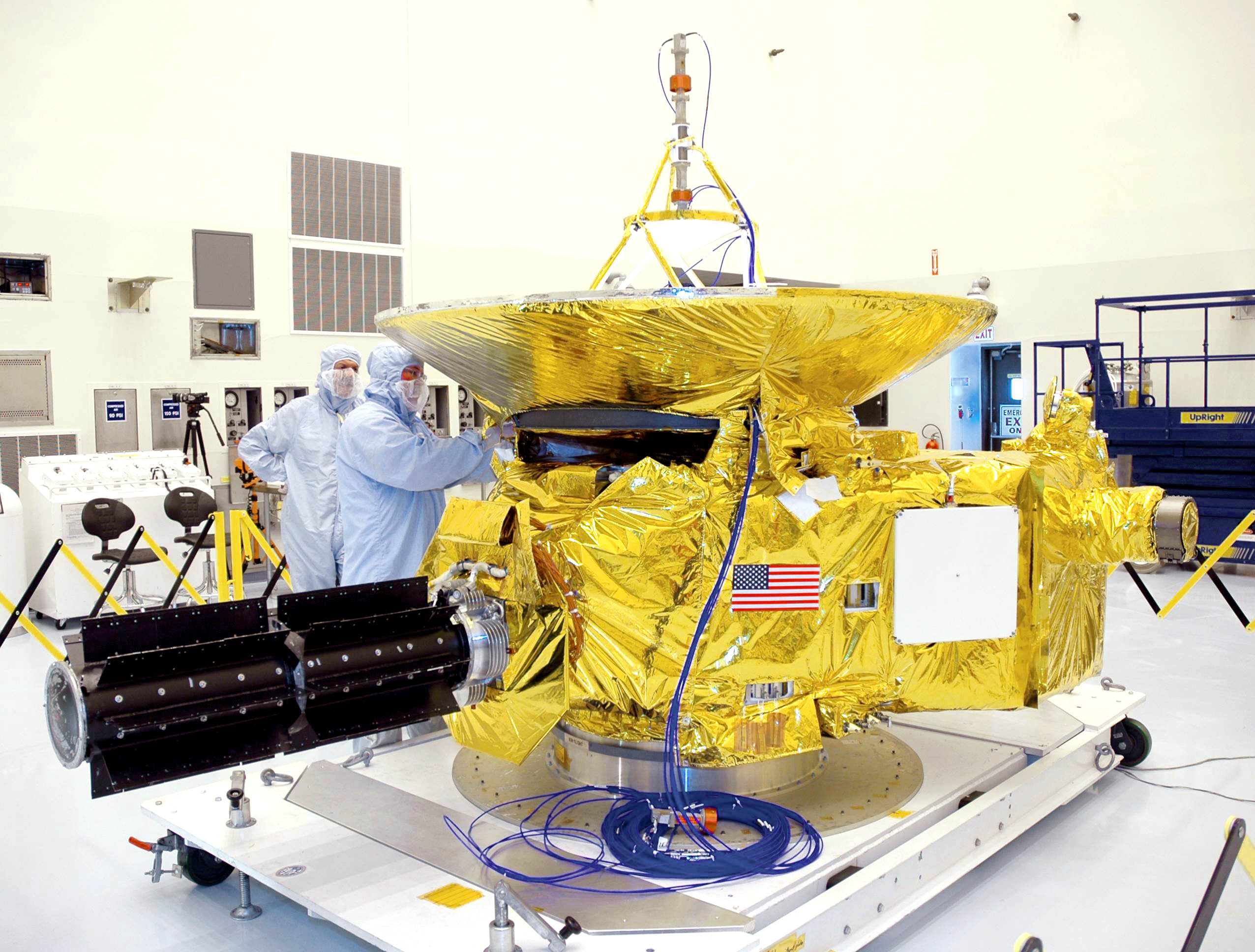
Sonda New Horizons podczas przygotowań przedstartowych

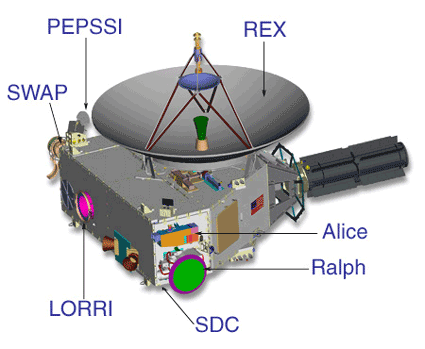
Rozmieszczenie instrumentów pokładowych

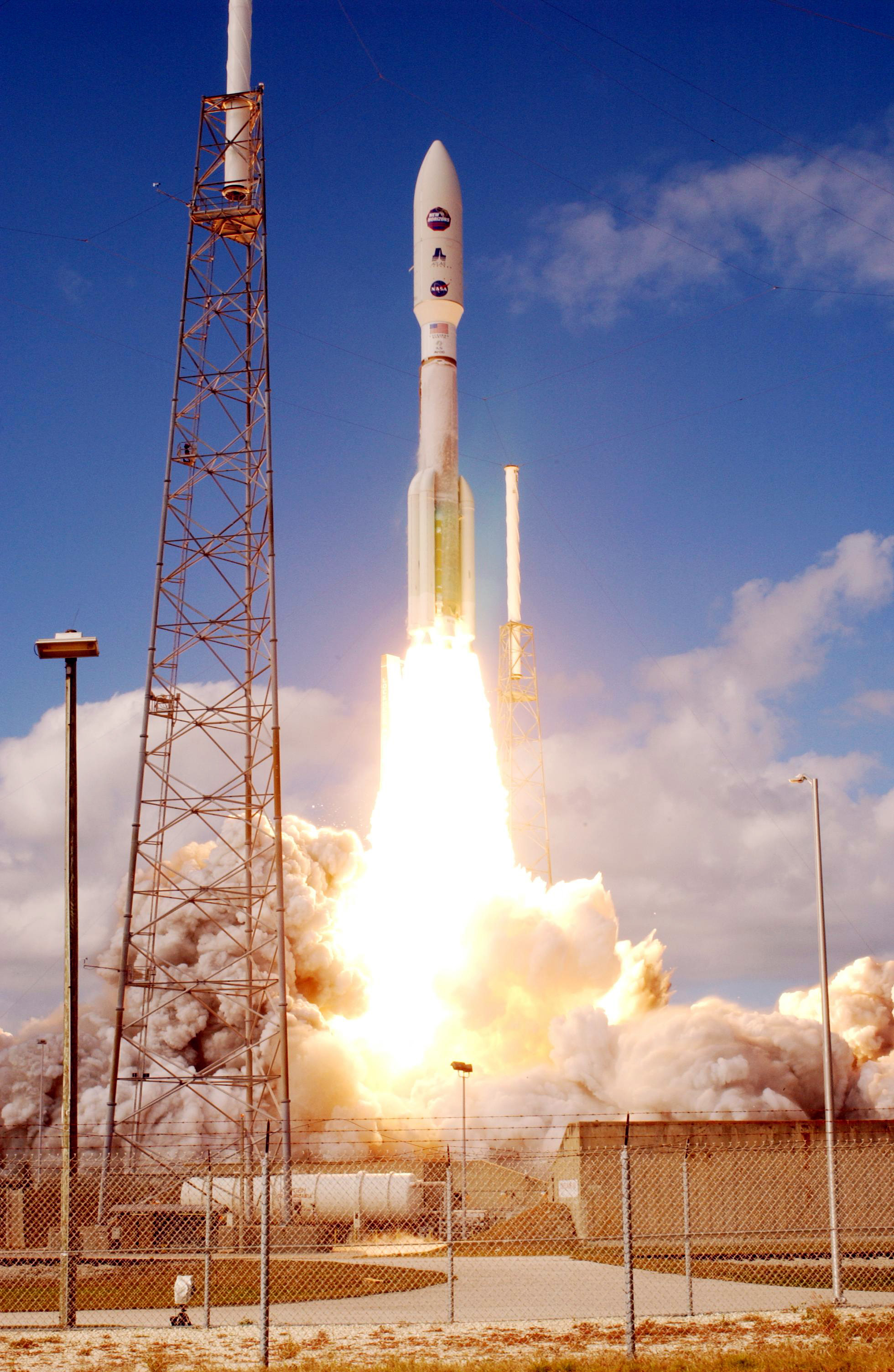
Start sondy New Horizons

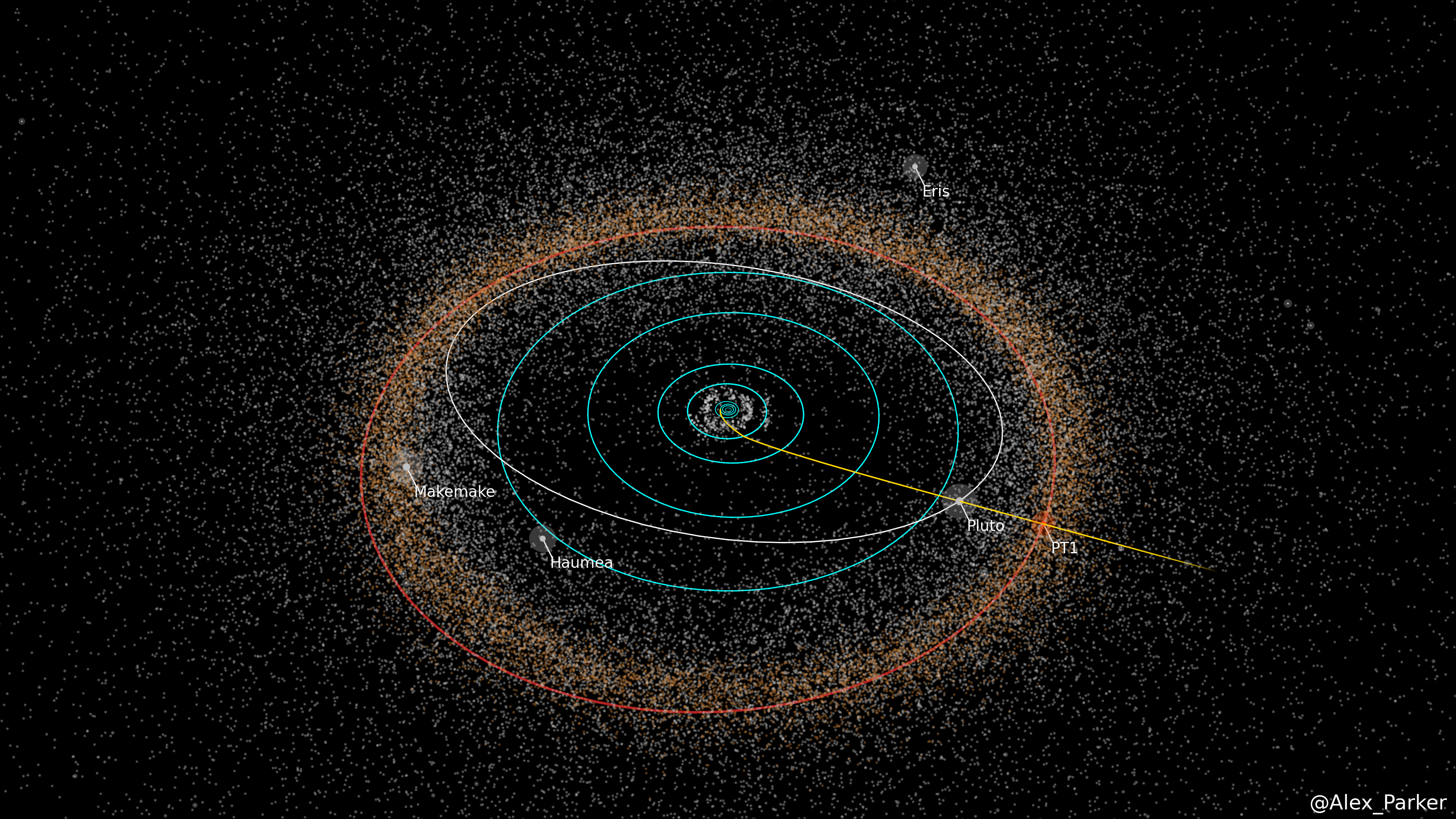
Trajektoria New Horizons na tle Układu Słonecznego

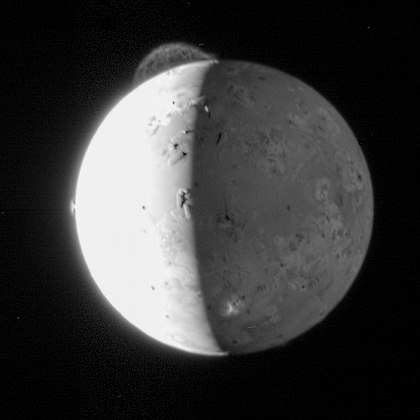
Io z widocznymi erupcjami wulkanicznymi. Fotografia wykonana 28 lutego 2007 r. przez sondę New Horizons.

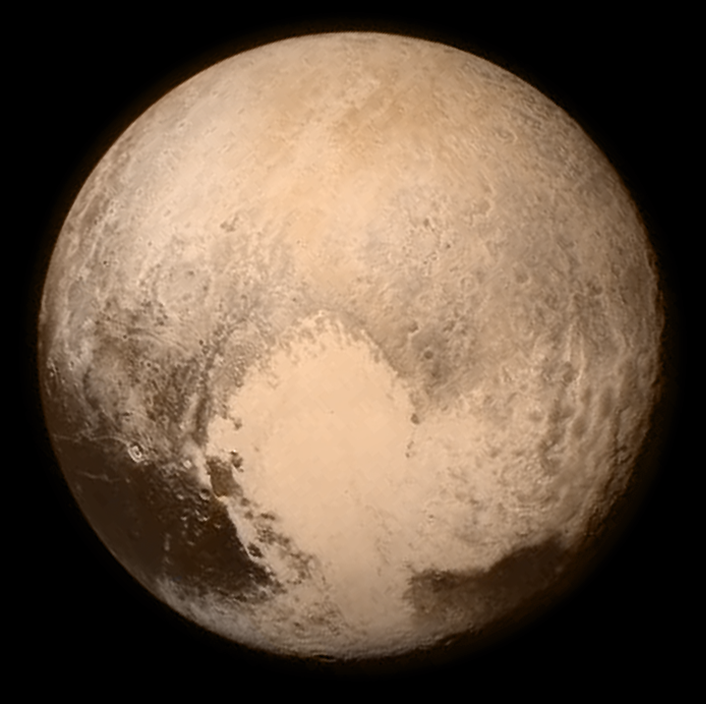
Zdjęcie Plutona wykonane przez sondę 13 lipca 2015 roku, gdy znajdowała się w odległości 768 tys. km

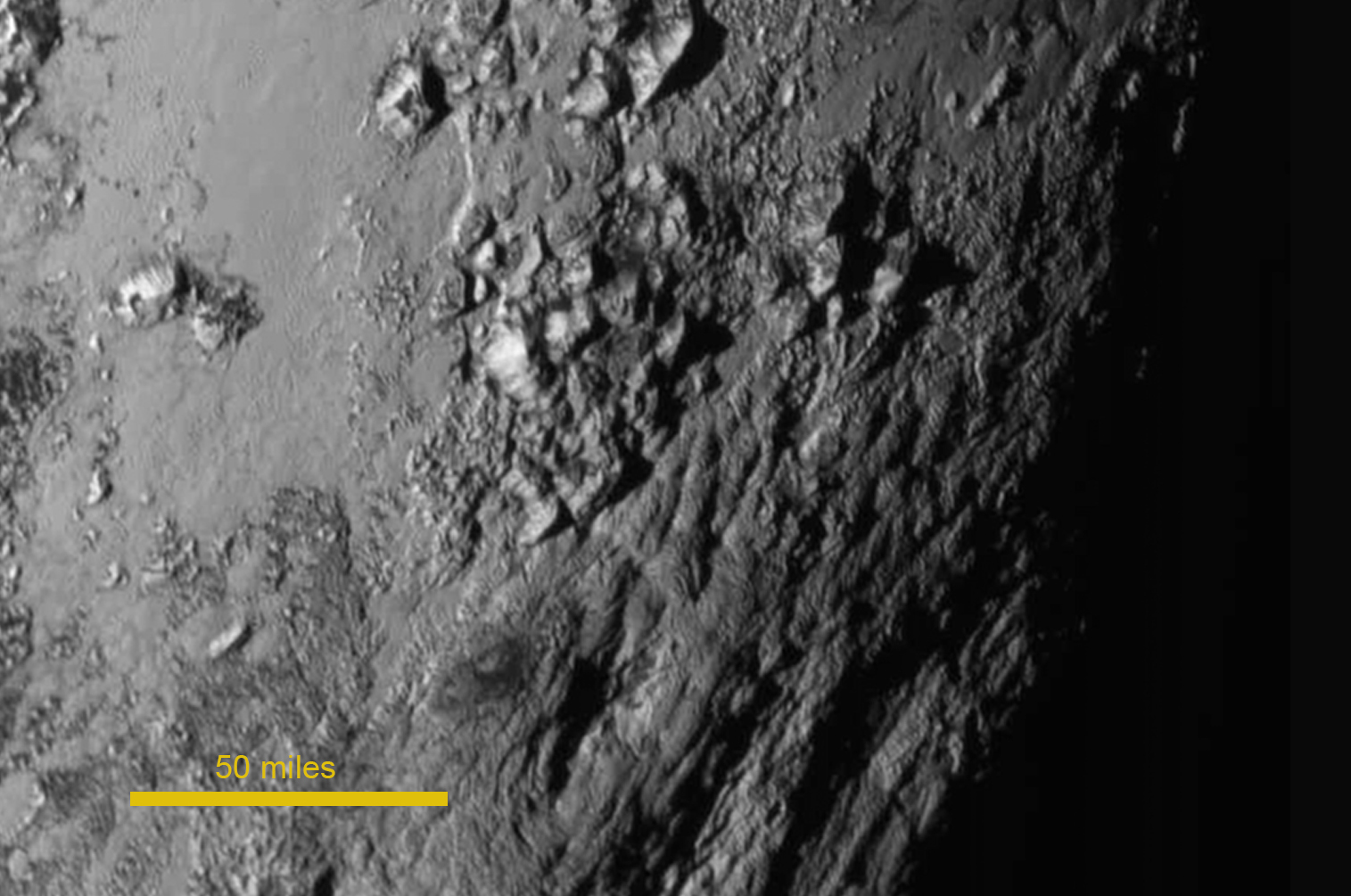
Zdjęcie powierzchni Plutona zrobione podczas największego zbliżenia sondy 14 lipca 2015 roku

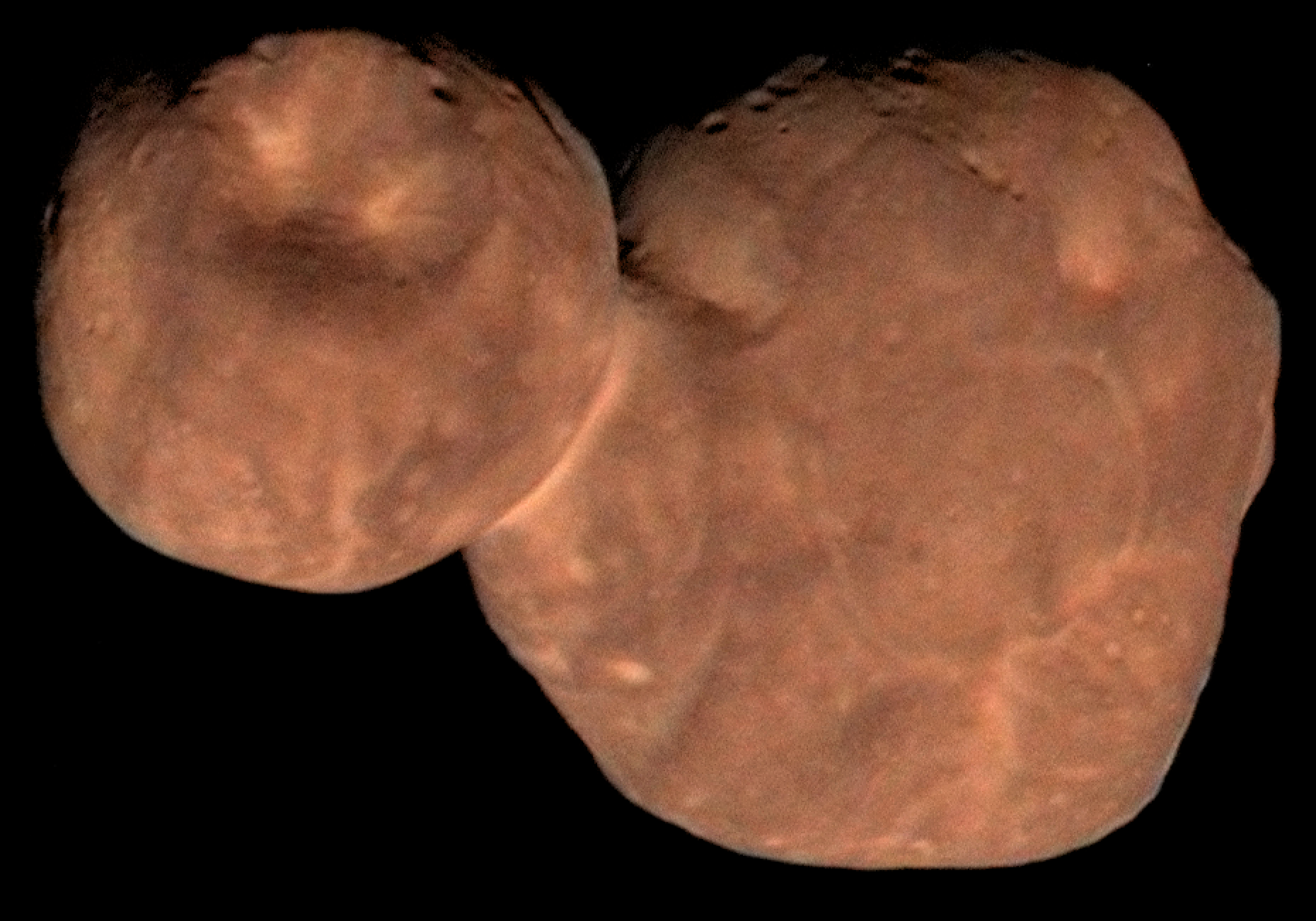
Zdjęcie obiektu (486958) Arrokoth zrobione 1 stycznia 2019 roku

New Horizons (pol. Nowe Horyzonty) – międzyplanetarna sonda kosmiczna amerykańskiej agencji NASA, której celem było zbadanie Plutona (planety karłowatej na krańcach Układu Słonecznego), jego księżyca Charona oraz co najmniej jeszcze jednego innego obiektu Pasa Kuipera. W związku z odkryciem czterech małych księżyców Plutona (Nixa, Hydry, Kerberosa i Styxa), do celów misji zostały dodane zadania związane z badaniem tych obiektów. W drodze do Plutona, sonda sfotografowała księżyce i pierścienie Jowisza oraz wykonała manewr asysty grawitacyjnej. Sonda nie została wprowadzona na orbitę Plutona, lecz przeleciała obok niego 14 lipca 2015 roku. Po opuszczeniu Plutona sonda została skierowana do jednego z obiektów Pasa Kuipera (486958) Arrokoth, do którego dotarła 1 stycznia 2019 roku.
Sonda została wyniesiona rakietą nośną Atlas V 551 z przylądka Canaveral na Florydzie 19 stycznia 2006 roku. Po starcie została wprowadzona na trajektorię transferową do Plutona, będącą jednocześnie trajektorią ucieczkową z Układu Słonecznego. Sonda opuściła Ziemię z prędkością wynoszącą 16,26 km/s (58 539 km/h). Opuszczenie układu Ziemia – Księżyc zajęło 9 godzin. Dla porównania loty załogowe na Księżyc w ramach programu Apollo zajmowały około 3 dób.
Misja New Horizons realizowana jest w ramach programu New Frontiers. Jest ona piątą sondą w historii eksploracji przestrzeni kosmicznej, która znalazła się na trajektorii ucieczkowej z Układu Słonecznego. Cztery poprzednie sondy, które opuściły już Układ Słoneczny to Pioneer 10, Pioneer 11, Voyager 1 i Voyager 2.
Całkowity koszt misji wynosi około 720 milionów USD. W sumie tej zawarty jest koszt budowy sondy, jej instrumentów naukowych, rakiety nośnej, analizy zebranych danych oraz koszty operacyjne misji w latach 2001–2017.

## Początki programu
W sierpniu 1992 roku Robert Staehle, naukowiec z JPL zadzwonił do odkrywcy Plutona Clyde'a Tombaugha z prośbą o pozwolenie na "odwiedzenie" jego planety. „Powiedziałem mu, że będzie tam mile widziany” – wspominał później Tombaugh – „chociaż musi wybrać się w długą, zimną podróż”. Po tej rozmowie powstało kilka propozycji dla nazwy nowej misji, spośród których ostatecznie wybrano New Horizons.
Stamatios „Tom” Krimigis, kierownik działu badań kosmosu na wydziale Fizyki Stosowanej na Uniwersytecie Johna Hopkinsa, jeden z wielu uczestników konkursu w ramach programu New Frontiers, utworzył w grudniu 2000 r. wraz z Alanem Sternem zespół New Horizons. Mianowany na głównodowodzącego  projektu, Stern został opisany przez Krimigisa jako „personifikacja misji na Plutona”.  Projekt New Horizons opierał się w dużej mierze na pracy Sterna od czasu programu Pluto 350 i była w niego zaangażowana większość zespołu pracującego nad programem Pluto Kuiper Express.
Propozycja nazwy New Horizons była jedną z pięciu, które zostały oficjalnie przekazane NASA. Została później wybrana jako jedna z dwóch finałowych propozycji, które zostały poddane trzymiesięcznemu studium koncepcyjnemu w czerwcu 2001 r. Druga z finałowych propozycji - POSSE (Pluto and Outer Solar System Explorer) -  była odrębną, ale podobną koncepcją misji na Plutona opracowaną przez Uniwersytet Kolorado w Boulder, kierowaną przez głównego badacza Larry'ego W. Esposito i wspieraną przez JPL, Lockheed Martin i Uniwersytet Kalifornijski.
Jednak APL, oprócz tego, że był wspierany przez programistów z Pluto Kuiper Express w Centrum Lotów Kosmicznych Goddarda i Uniwersytetu Stanforda, miał przewagę; mieli w swoim dorobku opracowaną sondę NEAR Shoemaker, skonstruowaną dla NASA, która na początku 2001 roku pomyślnie weszła na orbitę wokół planetoidy (433) Eros, a później wylądowała na jej powierzchni, ku radości naukowców i inżynierów.
W listopadzie 2001 r. New Horizons został oficjalnie wybrany do finansowania w ramach programu New Frontiers.  Jednak nowy administrator NASA mianowany przez administrację George'a Busha, Sean O’Keefe, nie udzielał poparcia dla tej misji, ponadto skutecznie ją anulował, nie włączając jej do budżetu NASA na rok 2003. Zastępca administratora NASA w Dyrekcji Misji Naukowych Ed Weiler skłonił Sterna do lobbowania na rzecz finansowania New Horizons w nadziei, że misja pojawi się w publikacjach z serii Planetary Science Decadal Survey, która jest priorytetową „listą życzeń” opracowaną przez organizację National Research Council (NRC), która odzwierciedla opinie społeczności naukowej.
Po intensywnej kampanii na rzecz uzyskania poparcia dla programu New Horizons, latem 2002 roku opublikowano Planetary Science Decadal Survey na lata 2003-2013. New Horizons znalazł się na szczycie listy projektów uznawanych przez społeczność naukową za najwyższy priorytet w kategorii średniej wielkości; New Horizons otrzymał wynik wyższy od misji na Księżyc, a nawet na Jowisza. Weiler stwierdził, że był to skutek tego, że „[jego] administracja nie zamierzała walczyć”. Po opublikowaniu raportu ostatecznie zabezpieczono finansowanie misji. Zespołowi Sterna w końcu udało się rozpocząć budowę statku kosmicznego i jego instrumentów, planując wystrzelenie w styczniu 2006 r. i przybycie na Plutona w 2015 r.  Alice Bowman została menedżerem ds. operacji misji (ang. Mission Operations Manager - MOM).

## Cele misji
- Wykonanie map składu powierzchni Plutona i Charona.
- Zbadanie budowy geologicznej i morfologicznej Plutona i Charona.
- Zbadanie atmosfery Plutona i tempa jej utraty.
- Poszukiwanie atmosfery wokół Charona.
- Pomiary temperatury powierzchni Plutona i Charona.
- Poszukiwanie pierścieni i nowych księżyców Plutona.
- Obserwacja zmian w czasie występujących na powierzchni i w atmosferze Plutona.
- Wykonanie stereoskopowych zdjęć Plutona i Charona.
- Obserwacja jonosfery Plutona i jej interakcji z wiatrem słonecznym.
- Poszukiwanie pola magnetycznego Plutona i Charona.
- Uzyskanie dokładniejszych wartości podstawowych parametrów fizycznych (promień, masa, gęstość) i elementów orbity Plutona i Charona.

W przypadku przedłużenia misji i skierowania sondy do kolejnych ciał Pasa Kuipera zostaną przeprowadzone analogiczne obserwacje mijanych obiektów.

### Cele podczas przelotu koło Jowisza
- Wykonanie manewru asysty grawitacyjnej w locie ku Plutonowi.
- Przeprowadzenie testów i kalibracji systemów sondy i instrumentów naukowych.
- Przeprowadzenie obserwacji magnetosfery Jowisza, w tym podczas pierwszego w historii wielomiesięcznego przelotu sondy wewnątrz ogona magnetosfery tej planety.
- Obserwacje struktury i dynamiki atmosfery Jowisza.
- Obserwacje pierścieni planety.
- Wykonanie badań składu powierzchni i obserwacje śladowych atmosfer największych księżyców Jowisza (Io, Europy, Ganimedesa i Kallisto).

## Konstrukcja sondy
Kadłub sondy wykonany jest z aluminium i ma kształt graniastosłupa trójkątnego o długości 2,11 m, maksymalnej szerokości 2,74 m i wysokości 0,68 m. Do boku kadłuba przymocowany jest generator radioizotopowy (RTG) zawierający 11 kg ditlenku plutonu. Na początku misji generator dostarczał energii o mocy około 240 W i napięciu 30 V. Podczas przelotu koło Jowisza dostarczana moc wynosiła 234 W, a podczas przelotu koło Plutona spadła do około 200 W. Łączność z sondą zapewniają: antena główna o średnicy 2,1 m, mniejsza antena o średnicy 0,3 m oraz dwie anteny pomocnicze, które używane były tylko do odległości 5 AU od Ziemi. Prędkość przesyłania danych na Ziemię z okolic Plutona wynosi od 600 do 1200 bitów na sekundę. Sonda wyposażona jest w zestaw 4 silników o ciągu 4,4 N i 12 silników o ciągu 0,8 N. Służą one do wykonywania korekt kursu i do kontroli położenia sondy. Materiał pędny dla silników stanowi hydrazyna. Sonda przez większą część lotu jest stabilizowana obrotowo, natomiast podczas przelotów obok planet używana jest stabilizacja trójosiowa. Całkowita wysokość sondy od podstawy kadłuba do szczytu zestawu anten wynosi 2,2 m. Całkowita masa startowa wynosiła 478 kg, w tym 77 kg hydrazyny i 30 kg masy aparatury naukowej.

### Instrumenty naukowe
- Ultraviolet Imaging Spectrometer (Alice) – spektrometr obrazujący w ultrafiolecie badający skład i strukturę atmosfery; obserwacje w zakresie długości fal 465–1880 Å
- Visible Imager and Imaging Spectrometer (Ralph) – instrument składający się z dwóch części:
  - Multispectral Visible Imaging Camera (Ralph/MVIC) – kamera multispektralna w świetle widzialnym i bliskiej podczerwieni wykona panchromatyczne i barwne mapy powierzchni badanych ciał; obserwacje w zakresie długości fal 400–975 nm
  - Linear Etalon Imaging Spectral Array (Ralph/LEISA) – spektrometr mapujący w bliskiej podczerwieni wykonujący mapy mineralogiczne i pomiary temperatury powierzchni; obserwacje w zakresie długości fali 1250–2500 nm
- Radio Science Experiment (REX) – pomiary ciśnienia i temperatury atmosfery oraz gęstości jonosfery, pomiary masy i rozmiarów badanych ciał
- Long Range Reconnaissance Imager (LORRI) – kamera panchromatyczna wysokiej rozdzielczości; obserwacje w zakresie długości fal 350–850 nm
- Solar Wind at Pluto (SWAP) – detektor cząstek wiatru słonecznego; wykona pomiary prędkości i gęstości wiatru słonecznego oraz tempa ucieczki atmosfery Plutona
- Pluto Energetic Particle Spectrometer Science Investigation (PEPSSI) – spektrometr cząstek naładowanych
- Venetia Burney Student Dust Counter (VB-SDC) – czujnik cząstek pyłowych

## Przebieg misji
Sonda New Horizons została wyniesiona w przestrzeń kosmiczną z przylądka Canaveral na Florydzie, przy użyciu rakiety nośnej Atlas V 551, 19 stycznia 2006 roku.
Bezpośrednio po starcie sonda została wprowadzona na trajektorię transferową do Plutona, będącą jednocześnie trajektorią ucieczkową z Układu Słonecznego. Po zakończeniu pracy silników rakietowych oraz głównego silnika (łącznie 47 min 22 s), sonda opuściła okolice Ziemi z prędkością wynoszącą 16,26 km/s (58 536 km/h), co czyni ją pojazdem kosmicznym opuszczającym Ziemię z największą w historii startów uzyskaną prędkością. Z tą prędkością opuszczenie układu Ziemia – Księżyc zajęło sondzie około 9 godzin. Dla porównania loty translunarne programu Apollo zajmowały około 3 doby.
Aby ograniczyć grawitacyjne oddziaływanie Słońca, powodujące stopniowe zmniejszanie prędkości sondy w czasie opuszczania przez nią Układu Słonecznego, trajektorię zaplanowano w taki sposób, aby wykorzystać asystę grawitacyjną Jowisza, ponownie zwiększyć prędkość sondy i skrócić tym samym czas lotu do Plutona. 28 lutego 2007 sonda przeleciała koło Jowisza, wykonując obserwacje tej planety, jej księżyców i pierścieni.
Około dwie trzecie czasu lotu sonda spędziła w hibernacji – była 18 razy wprowadzana i potem wybudzana. Najkrócej „spała” 36 dni, najdłużej 202.
Na pokładzie sondy została umieszczona płyta CD z nazwiskami 435 000 osób, które wpisały się na listę chętnych. Na pokładzie znajduje się także amerykańska flaga, niewielki kawałek kadłuba samolotu rakietowego SpaceShipOne oraz mały aluminiowy pojemnik z prochami odkrywcy Plutona, Clyde’a Tombaugha.
Jeszcze zanim sonda przeleciała obok Plutona poszukiwano potencjalnych kolejnych obiektów do badań. Znaleziono 5 ewentualnych kandydatów, spośród których odrzucono trzy, a ostateczny wybór miał dokonać się pomiędzy 2014 MU69 a 2014 PN70. 28 sierpnia 2015 roku NASA poinformowała, że to właśnie 2014 MU69 został wybrany jako kolejny cel sondy New Horizons. Decyzja taka została podjęta z uwagi na najmniejsze zużycie paliwa, które będzie potrzebne, by dostać się do obiektu, według szacunków sonda miałaby zużyć na to około 1/3 paliwa pozostałego jej po przelocie obok Plutona.
Przelot 1 stycznia 2019 w pobliżu (486958) Arrokoth nie oznacza końca misji. Sonda ma nadal wystarczającą ilość paliwa aby zbadać z bliska jeszcze jeden obiekt, o ile będzie się on znajdował w pobliżu aktualnej trajektorii lotu. Dotychczasowe poszukiwania za pomocą Teleskopu Subaru nie przyniosły rezultatów, jednak Alan Stern potwierdził, że będą kontynuowane w kolejnych latach ponieważ „potencjał do przełomowych odkryć podczas kolejnego przelotu jest zbyt duży, aby nie szukać dalej”